# Trolley Troubles
Trolley Troubles é uma curta-metragem de animação estado-unidense de 1927, produzida e realizada por Walt Disney. Ficou conhecida por ser a primeira aparição de Oswald, o coelho sortudo, um personagem que Disney e Ub Iwerks criaram para a Universal Pictures e Charles B. Mintz. Oswald viria a servir de base para o personagem Rato Mickey.